# Faktor XIII
Faktor XIII nebo také fibrin stabilizující faktor je enzym (EC 2.3.2.13) koagulačního systému, který vytváří křížové vazby mezi molekulami fibrinu.

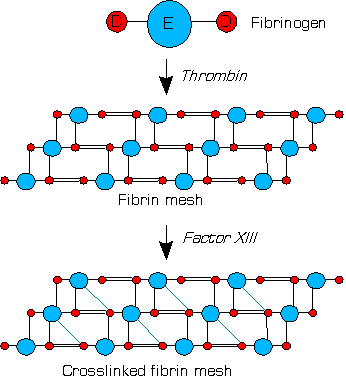
faktor XIII stabilizuje fibrin

## Funkce
Faktor XIII je transglutamináza, která cirkuluje v krevní plazmě jako heterotetramer složený ze dvou katalytických A podjednotek a dvou nosičových B podjednotek. Poté, co trombin přemění fibrinogen na fibrinové monomery, vytvoří monomery proteinovou síť, ve které je každá jejich E-doména spojena pouze s jednou D-doménou. Faktor XIII je aktivován trombinem na faktor XIIIa; k aktivaci na faktor XIIIa jsou třeba vápenaté ionty jako kofaktor. Trombin štěpí N-konec polypetidového řetězce podjednotky A v pozici mezi Arg37 a Gly38, což vede k uvolnění aktivačního peptidu (hmotnost 4 kDa). Za přítomnosti vápenatých iontů se nosičové podjednotky odpojí od katalytických podjednotek. Následuje 3D změna v konformaci faktoru XIII a poté k expozici postranního řetězce cysteinu v katalytickém místě. Po aktivaci trombinem, katalyzuje faktor XIIIa vznik γ-glutamyl-Є-lysyl amidových křížových vazeb mezi fibrinovými molekulami a vytváří se tak nerozpustná sraženina.

## Objev
FXIII je také znám jako Laki-Lorandův faktor (pojmenován po vědcích, kteří poprvé předpokládali jeho existenci v roce 1948).

## Genetika
Zymogen faktoru XIII je glykoprotein s molekulovou hmotností 320 kDa. Vyskytuje se jako tetramer složený ze dvou podjednotek A a dvou podjednotek B. Jejich geny se nachází na odlišných chromozómech:
- podjednotka A (6p25-p24). Transglutaminázová část, která připojuje alkylovou skupinu aminokyseliny lysinu ke gamma-karboxyamidové skupině glutaminu na druhém řetězci (odštěpuje se amoniak). Molekulová hmotnost A řetězce je přibližně 83 kDa.
- B podjednotka (1q31-q32.1). Nemá žádnou známou enzymatickou aktivitu a zřejmě slouží jako nosič pro A podjednotku. Molekulární hmotnost B řetězce je přibližně 76,5 kDa.

## Fyziologie
Typická koncentrace FXIII v plazmě je 10 μg/ml (2A2B heterodimer), zatímco koncentrace volného B řetězce je 22 μg/ml. FXIII má dlouhý poločas, mezi 5-9 dny. Je přítomen v plazmě, trombocytech, monocytech, makrofázích i v prekurzorech těchto buněk.
Fibrinová sraženina, která není stabilizovaná FXIIIa, je rozpustná v močovině o koncentraci 5 mol/l. Stabilizovaná sraženina se za těchto podmínek nerozpouští.